# Quài Cang
Quài Cang là một xã thuộc huyện Tuần Giáo, tỉnh Điện Biên, Việt Nam.

## Địa lý
Xã Quài Cang có vị trí địa lý:
- Phía đông giáp xã Tỏa Tình
- Phía tây giáp xã Mường Thín
- Phía nam giáp thị trấn Tuần Giáo
- Phía bắc giáp xã Quài Nưa.

Xã Quài Cang có diện tích 39,13 km², dân số năm 2022 là 8.404 người, mật độ dân số đạt 214 người/km².

## Hành chính
Xã Quài Cang được chia thành 13 bản: Cá, Cản, Cắm, Cuông, Giăng, Kệt, Khá, Nát, Sáng, Sái Trong, Sảo, Phung, Phủ.

## Lịch sử
Ngày 7 tháng 4 năm 1965, thành lập thị trấn Tuần Giáo trên cơ sở một phần diện tích và dân số của xã Quài Cang.
Ngày 6 tháng 12 năm 2019, HĐND tỉnh Điện Biên ban hành Nghị quyết số 148/NQ-HĐND về việc:
- Sáp nhập bản Đoàn Kết vào bản Sái Trong.
- Sáp nhập Bản Côm vào Bản Nát.
- Sáp nhập bản Cưởm và Bản Mu vào Bản Cuông.
- Sáp nhập Bản Cán vào Bản Kệt.
- Sáp nhập Bản Chạng vào Bản Khá.
- Sáp nhập Bản Cón và Bản Hin vào Bản Cản.
- Sáp nhập Bản Cong vào Bản Sảo.
- Sáp nhập Bản Hán vào Bản Phung.